# Randy Mamola
Randy Mamola (ur. 10 października 1959 w San Jose) – amerykański motocyklista. Uważany za jednego z najlepszych zawodników w historii MMŚ, którzy nigdy nie zdobyli tytułu mistrza świata.

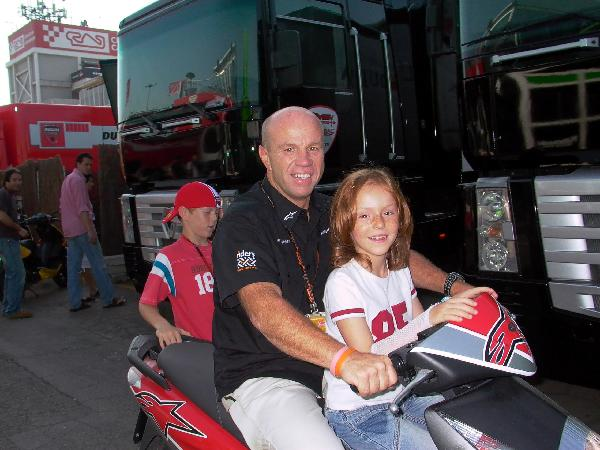
Randy Mamola w 2006 roku

## Kariera

### 250 cm³
W MMŚ Randy zadebiutował w 1979 roku, w pośredniej kategorii 250 cm³. Reprezentując ekipę Zago-Yamaha, wystartował w dziewięciu wyścigach, po raz pierwszy w inauguracyjnej sezon rundzie o GP Wenezueli. Mamola we wszystkich eliminacjach znalazł się w czołowej dziesiątce, trzykrotnie przy tym stając na średnim stopniu podium. Zdobyte punkty sklasyfikowały go na 4. pozycji.

### 500 cm³
Po raz pierwszy w najwyższej kategorii 500 cm³ Mamola pojawił się w 1979 roku, podczas GP Holandii. W ekipie Zago-Suzuki wystartował łącznie w pięciu rundach, spośród których dwukrotnie uplasował się na drugiej pozycji. W klasyfikacji generalnej znalazł się na 8. miejscu.
Sezon 1980 był pierwszym dla Randy'ego w pełnym wymiarze. Podpisał wówczas kontrakt z zespołem Heron-Suzuki. Mamola już w pierwszym podejściu walczył o tytuł mistrzowski ze swoim rodakiem Kenny Robertsem. Ostatecznie musiał jednak uznać Kalifornijczyka, zostając wicemistrzem świata. W trakcie zmagań Amerykanin czterokrotnie plasował się w czołowej trójce, z czego dwukrotnie na najwyższym stopniu, podczas GP Belgii oraz Wielkiej Brytanii. Dwa razy startował również z pole position - na belgijskim obiekcie Spa-Francorchamps oraz Hockenheimringu.
W kolejnym roku startów Randy ponownie brał udział w walce o mistrzostwo. Tym razem jego największym rywalem okazał się Włoch Marco Lucchinelli. Sezon rozpoczął bardzo dobrze, od zwycięstwa w GP Australii. Dzięki temu został pierwszym liderem mistrzostw. W dalszej fazie mistrzostw lepszy okazał się jednak Lucchinelli i to on sięgnął po koronę. Mamola po raz drugi zmagania zakończył na drugim miejscu. Randy siedmiokrotnie zameldował się na podium, a drugi triumf odniósł na torze w Jugosławii.
W sezonie 1982 Amerykanin przeniósł się do ekipy HB-Suzuki. Rezultaty Amerykanina odbiegały jednak od oczekiwanych. W wyniku urazu nie wziął udziału w trzech rundach z rzędu. Dzięki świetnej postawie w ostatnich dwóch wyścigach (drugie miejsce i zwycięstwo odpowiednio w GP San Marino oraz Niemiec) w klasyfikacji generalnej uplasował się na 6. lokacie.
W drugim roku współpracy z zespołem, wyniki Mamoli wyraźnie się poprawiły. W trakcie sezonu Randy pięciokrotnie znalazł się w czołowej trójce. Nie udało mu się jednak wygrać wyścigu, głównie ze względu na dominację rodaków Freddie Spencera oraz Eddie Lawsona. Ostatecznie rywalizację ukończył na 3. pozycji.
W 1984 roku Mamola po raz trzeci w karierze liczył się w walce o tytuł mistrzowski, pomimo absencji w dwóch pierwszych eliminacjach sezonu. W ciągu dziesięciu wyścigów aż dziewięciokrotnie stawał na podium, odnosząc przy tym trzy zwycięstwa. Na koniec sezonu został wicemistrzem globu, za Lawsonem.
Sezon 1985 był wyraźnie słabszy w wykonaniu Mamoli. W pierwszej trójce znalazł się trzykrotnie, a podczas GP Holandii po raz dziewiąty stanął na najwyższym stopniu. Uzyskane punkty usytuowały go na 6. miejscu.
W roku 1986 Amerykanin podpisał kontrakt ze stajnią Lucky Strike-Yamaha, której szefem był jego były rywal Kenny Roberts. Mamola powrócił do rywalizacji o tytuł, jednak ostatecznie przegrał ją z Lawsonem oraz Wayne'em Gardnerem. Kalifornijczyk znalazł się na podium w siedmiu wyścigach, a na belgijskim torze Spa odnotował jedynie zwycięstwo w sezonie.
Rok 1987 był najlepszym sezonem w karierze Mamoli. Pomimo tego po raz czwarty musiał uznać wyższość rywala, tym razem Gardnera. Randy aż dwunastokrotnie plasował się w pierwszej trójce, z czego trzykrotnie na pierwszym miejscu. Ostatnie zwycięstwo w karierze odniósł na torze w San Marino (tam również ustanowił ostatnie najszybsze okrążenie wyścigu), natomiast pole position w Portugalii.
W sezonie 1988 Amerykanin opuścił czołową stajnię i rozpoczął współpracę z mniej konkurencyjną ekipą Cagiva. Jego osiągi uległy więc wyraźnemu pogorszeniu. Wystąpiwszy w dwunastu wyścigach, w sześciu dojechał do mety, zajmując najniższy stopień podium podczas GP Belgii. Rywalizację ukończył na 12. pozycji.
Sezon 1989 był jeszcze słabszy w wykonaniu Mamoli. W ciągu trzynastu eliminacji, sześciokrotnie sięgał po punkty, będąc tylko w jednym wyścigu w czołowej dziesiątce. W GP Jugosławii uplasował się wtedy na siódmym miejscu. Zdobyte punkty sklasyfikowały go na 18. lokacie.
W ostatnim roku współpracy z tą ekipą Randy w ciągu czternastu rund siedmiokrotnie znalazł się w czołowej piętnastce. Najwyższą pozycją okazała się lokata, uzyskana podczas GP Wielkiej Brytanii. W klasyfikacji generalnej zajął 14. miejsce.
Po sezonie przerwy, Amerykanin powrócił do serii, nawiązując współpracę z zespołem Budweiser-Yamaha. We wszystkich wyścigach, w których dojechał do mety, uplasował się w czołowej dziesiątce. Podczas GP Węgier po raz ostatni w karierze stanął na podium, zajmując trzecią lokatę. Zmagania zakończył na 10. pozycji. Po tym roku Randy ostatecznie zakończył karierę sportową.

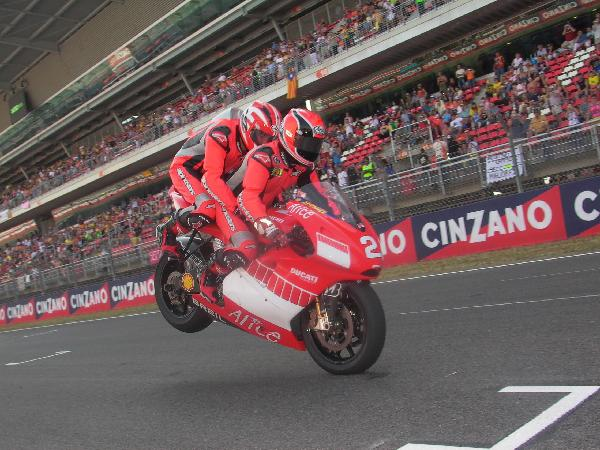
Randy Mamola na dwuosobowym motocyklu Ducati podczas pokazów w 2006 roku.

Randy Mamola był bardzo lubianym zawodnikiem i to nie tylko ze względu na swą charyzmatyczność i wspaniałą jazdę. Amerykanin angażował się również w cele charytatywne. W 1986 roku zbierał fundusze na organizację "Save the Children". Był jednym założycieli organizacji "Riders for Health", która zapewniała szkolenie oraz motocykle medyczne dla narodu afrykańskiego. Brał udział również w wielu festiwalach charytatywnych, również w Afryce. W 2000 roku został wprowadzony do "AMA Motorcycle Hall of Fame".

### Statystyki liczbowe
System punktowy od 1969 do 1987:
| Pozycja | 1  | 2  | 3  | 4 | 5 | 6 | 7 | 8 | 9 | 10 |
| Punkty  | 15 | 12 | 10 | 8 | 6 | 5 | 4 | 3 | 2 | 1  |

System punktowy od 1988 do 1992:
| Pozycja | 1  | 2  | 3  | 4  | 5  | 6  | 7 | 8 | 9 | 10 | 11 | 12 | 13 | 14 | 15 |
| Punkty  | 20 | 17 | 15 | 13 | 11 | 10 | 9 | 8 | 7 | 6  | 5  | 4  | 3  | 2  | 1  |

| Rok  | Klasa   | Zespół              | Motocykl      | 1      | 2      | 3      | 4      | 5       | 6      | 7      | 8       | 9      | 10     | 11     | 12     | 13     | 14     | 15     | Punkty | Pozycja | Zwycięstwa |
| ---- | ------- | ------------------- | ------------- | ------ | ------ | ------ | ------ | ------- | ------ | ------ | ------- | ------ | ------ | ------ | ------ | ------ | ------ | ------ | ------ | ------- | ---------- |
| 1979 | 250 cm³ | Zago-Yamaha         | TZ250         | VEN 5  |        | GER 2  | NAT 2  | ESP 8   | YUG 10 | NED 7  | BEL -   | SWE -  | FIN -  | GBR 2  | CZE 5  | FRA 4  |        |        | 64     | 4       | 0          |
| 1979 | 500 cm³ | Zago-Suzuki         | Suzuki RG500  | VEN -  | AUT -  | GER -  | NAT -  | ESP -   | YUG -  | NED 13 | BEL DNS | SWE 6  | FIN 2  | GBR -  |        | FRA 2  |        |        | 29     | 8       | 0          |
| 1980 | 500 cm³ | Heron-Suzuki        | RG500         | NAT NC | ESP 3  | FRA 2  | NED 5  | BEL 1   | FIN 4  | GBR 1  | GER 5   |        |        |        |        |        |        |        | 72     | 2       | 2          |
| 1981 | 500 cm³ | Heron-Suzuki        | Suzuki RG500  | AUT 1  | GER 2  | NAT NC | FRA 2  | YUG 1   | NED NC | BEL 3  | RSM 4   | GBR 3  | FIN 2  | SWE 13 |        |        |        |        | 94     | 2       | 2          |
| 1982 | 500 cm³ | HB-Suzuki           | RG500         | ARG NC | AUT 7  | FRA -  | ESP -  | NAT -   | NED 5  | BEL 5  | YUG 7   | GBR 5  | SWE 5  | RSM 2  | GER 1  |        |        |        | 65     | 6       | 1          |
| 1983 | 500 cm³ | HB-Suzuki           | RG500         | RSA 5  | FRA NC | NAT 2  | GER 8  | ESP 4   | AUT 3  | YUG 2  | NED 4   | BEL 3  | GBR 3  | SWE 7  | RSM 5  |        |        |        | 89     | 3       | 0          |
| 1984 | 500 cm³ | HRC-Honda           | Honda NS500   | RSA -  | NAT -  | ESP 2  | AUT 3  | GER 3   | FRA 3  | YUG 2  | NED 1   | BEL 2  | GBR 1  | SWE NC | RSM 1  |        |        |        | 111    | 2       | 3          |
| 1985 | 500 cm³ | Rothmans-Honda      | Honda NSR500  | RSA 5  | ESP NC | GER 8  | NAT 4  | AUT 4   | YUG NC | NED 1  | BEL NC  | FRA 3  | GBR 5  | SWE 5  | RSM 3  |        |        |        | 72     | 6       | 1          |
| 1986 | 500 cm³ | Lucky Strike-Yamaha | Yamaha YZR500 | ESP 4  | NAT 2  | GER 6  | AUT 3  | YUG 2   | NED 2  | BEL 1  | FRA 2   | GBR 5  | SWE 8  | RSM 3  |        |        |        |        | 105    | 3       | 1          |
| 1987 | 500 cm³ | Lucky Strike-Yamaha | Yamaha YZR500 | JPN 1  | ESP 6  | GER 2  | NAT NC | AUT 2   | YUG 2  | NED 3  | FRA 1   | GBR 3  | SWE 3  | CZE 4  | RSM 1  | POR 2  | BRA 3  | ARG 2  | 158    | 2       | 3          |
| 1988 | 500 cm³ | Cagiva              | Cagiva GP500  | JPN NC | USA -  | ESP -  | EXP -  | NAT 7   | GER NC | AUT NC | NED NC  | BEL 3  | YUG 4  | FRA 6  | GBR 11 | SWE 10 | CZE NC | BRA NC | 58     | 12      | 0          |
| 1989 | 500 cm³ | Cagiva              | Cagiva GP500  | JPN 16 | AUS NC | USA NC | ESP NC | NAT DNS | GER 12 | AUT NC | YUG 7   | NED 11 | BEL 23 | FRA 11 | GBR -  | SWE -  | CZE 11 | BRA 11 | 33     | 18      | 0          |
| 1990 | 500 cm³ | Cagiva              | Cagiva GP500  | JPN NC | USA 7  | ESP -  | NAT 7  | GER 9   | AUT 10 | YUG NC | NED 18  | BEL NC | FRA 7  | GBR 6  | SWE NC | CZE 11 | HUN NC | AUS -  | 55     | 14      | 0          |
| 1992 | 500 cm³ | Budweiser-Yamaha    | Yamaha YZR500 | JPN 5  | AUS 8  | MAL 7  | ESP 8  | ITA 10  | EUR 9  | GER NC | NED 5   | HUN 3  | FRA 8  | GBR NC | BRA 10 | RSA NC |        |        | 45     | 10      | 0          |